# 1463 Nordenmarkia
1463 Nordenmarkia је астероид главног астероидног појаса са пречником од приближно 44,48 .
Афел астероида је на удаљености од 3,749 астрономских јединица (АЈ) од Сунца, а перихел на 2,561 АЈ.
Ексцентрицитет орбите износи 0,188, инклинација (нагиб) орбите у односу на раван еклиптике 7,300 степени, а орбитални период износи 2047,321 дана (5,605 година).
Апсолутна магнитуда астероида је 10,60 а геометријски албедо 0,051.
Астероид је откривен 6. фебруара 1938. године.